# Hugo Scheltema
Hugo Scheltema (11 de junho de 1918 – 1 de setembro de 1996) foi um diplomata neerlandês. Foi embaixador do seu país no Iraque, Indonésia e Bélgica., Foi representante permanente nas Nações Unidas em Nova Iorque, presidiu ao Conselho Económico e Social das Nações Unidas em 1979 e presidiu à UNICEF de 1982 a 1983, tendo sucedido Dragan Matelijak e antecedido Haydée Martínez de Osorio.
Filho do comerciante de tabaco Hugo Scheltema (1890–1939). Estudou direito e juntou-se ao serviço diplomático em 1945, tendo servido na China durante vários anos.